# Winnezeele
 Winnezeele  es una población y comuna francesa, en la región de Norte-Paso de Calais, departamento de Norte, en el distrito de Dunkerque y cantón de Steenvoorde.

## Demografía
| 1109 | 1033 | 988 | 957 | 998 | 1108 |
| Para los censos de 1962 a 1999 la población legal corresponde a la población sin duplicidades (Fuente: INSEE [Consultar]) |      |     |     |     |      |